# Berliner Pilsner
La Berliner Pilsner è un birrificio tedesco fondato nel 1902 a Berlino da Gabriel e Richter. Nasce nel 1963 a Berlino Est come ristorante con birrificio interno. Oggi è una marca di birra di proprietà del Gruppo Radeberger (la divisione birra e bevande analcoliche appartenente alla holding tedesca Oetker).